# Tenor
Tenor hay giọng nam cao là một loại giọng hát nam nhạc cổ điển có âm vực nằm giữa giọng Countertenor (Phản nam cao) và giọng Baritone (Nam trung). Trong âm nhạc hợp xướng, âm vực của loại giọng này nằm giữa C3, nốt C dưới middle C (C4) một quãng tám và A4, nốt A trên middle C. Trong tác phẩm độc tấu, phạm vi này mở rộng lên đến C5, hay "Tenor High C". Phạm vi thấp nhất cho loại giọng này là A♭2 (nốt A♭ thứ hai dưới middle C). Ở phạm vi cao nhất, một số tenor có thể hát lên đến F5, hay High F(nốt F trên High C). Phần phân loại sau đây dựa trên các quy tắc trong âm nhạc cổ điển, vì vậy có thể không áp dụng được cho nhạc hiện đại - bởi các ca sĩ thời nay thường hát sai kỹ thuật hoặc sử dụng kỹ thuật phi cổ điển nên không bộc lộ được giọng thật. Các quãng giọng nêu ở dưới có thể khác biệt với từng ca sĩ và phụ thuộc từng tác phẩm.

## Phân loại

Âm vực giọng Tenor (C_{3}–C_{5}) được biểu thị trên bàn phím piano màu xanh lá cây với dấu chấm đen là middle C (C_{4}).

### Leggiero (Tiếng Ý:Tenore di grazia)
Giọng mỏng nhẹ, linh hoạt, có khả năng chạy nốt vô cùng tốt ở những đoạn nhạc nhanh và phức tạp. Quãng trung tình cảm. Có thể hát thoải mái, nhẹ nhàng những nốt trên F4. Quãng giọng thường trong khoảng từ C3 tới E5, một số ít có thể hát tới F5 hoặc hơn; số khác có thể phát triển giọng ngực xuống dưới C3 một chút. Giọng này thường có âm sắc giống nữ, tương đối hiếm ở Châu Âu. Phân theo Opera Belcanto, giọng này được khai thác tối đa nhờ tập luyện chạy nốt linh hoạt ở âm khu cao. Ví dụ tiêu biểu: Usher, Joseph Benton, Bruno Landi, Anthony Green, Michael Jackson, Tevin Campell

### Lyric
Tên chính xác là Lirico Tenor, Nam cao trữ tình sáng mảnh. Màu giọng rất đa dạng, âm khỏe nhưng không quá nặng, có thể hát xuyên dàn hợp xướng, âm sắc đa dạng. Passagio tức điểm gãy giữa chest voice thuần túy và middle voice của giọng này ở D4, luôn sáng mix ở G4. Quãng giọng sử dụng chủ yếu của giọng này trải từ C3 cho tới D5, tùy tác phẩm họ có thể xuống dưới C3 vài nốt nữa. Nam giới sở hữu loại giọng này rất nhiều, âm sắc đa dạng, thậm chí ở Châu Á cứ tenor thì sẽ là Lirico. Giọng hát nổi tiếng nhất: Pavarotti.

Ngoài ra, còn có các phân loại của giọng Lirico Tenor; hai chất giọng Light Lirico Tenor và Full Lirico Tenor khá phổ biến ở thị trường âm nhạc châu Á. Giọng Light Lirico Tenor passagio ở D4 nhưng đôi khi lại lệch lên D#4, còn Full Lirico Tenor nằm ở C#4 nhưng cũng có xuất hiện ở C4.
- Light Lirico Tenor: Giọng nam cao sáng, chất giọng mỏng và mềm mại hơn. Cữ giọng tương đối thuận lợi cho hát nốt cao.. Tiêu biểu: Bùi Anh Tuấn, Hoài Lâm, Shawn Mendes, Justin Bieber...,
- Full Lirico Tenor: Chất giọng sâu hơn nhưng tổng thể âm sắc vẫn mềm, mang cảm xúc sâu lắng. Có thể xuống trầm hơn một cung và hát quãng trầm tốt hơn. Một số giọng Full Lirico có chất giọng rất đanh, xốp và vang hơn Light Lirico. Trong nhiều trường hợp có thể dễ nhầm lẫn Full Lirico, Dramatic Tenor và Spinto Tenor là Baritone (nam trung) vì âm sắc khá dày, tuy nhiên nếu phân tích thanh nhạc trong cách hát thì sẽ phân loại được chính xác. Một số giọng tiêu biểu: Tạ Minh Tâm, Tùng Dương...

Đối với Light Lirico Tenor, còn xuất hiện thêm những giọng hát mềm mại hơn (hơi hướng Leggiero Tenor) cữ âm cao hơn so với LLT, có passaggio cao hơn khoảng nửa cung và độ linh hoạt khác biệt với, hoặc cũng có thể là Leggiero nhưng không phải Leggiero thuần (vì độ linh hoạt tự nhiên còn thiếu). Giọng này được gọi là Lirico Leggero Tenor, có thể hát được nhạc của Leggiero Tenor nhưng hạn chế hơn. Tiêu biểu: Thanh Duy, Phạm Trần Phương,...
Đối với Full Lirico Tenor, một số giọng hát đặc biệt có tính chất của Lirico nhưng tối, dày và hào sảng hơn màu Lirico thông thường, trong giọng hát xuất hiện thêm độ powerful khá rõ rệt, giọng này được gọi là Lirico Spinto Tenor với đặc trưng trữ tình nhưng có thể chuyển sang kịch tính ở cao trào. Tiêu biểu: Franco Corelli,...

### Spinto
Nam cao nửa kịch tính, có quãng âm vực gần được như của giọng lyric nhưng với một chất giọng tối và cứng hơn. Giọng có âm sắc mang tính chất "slice" hoặc squillo (trong tiếng Ý gọi là chất "mentel" của spinto tenor), khi hát lên cao sẽ sáng nhưng cũng mang độ nặng. Nếu kỹ thuật tốt, spinto có thể hát cao trào với độ kịch tính thay thế được dramatic tenor. Quãng âm vực chủ yếu: từ A2 tới C5 (cũng có thể mở rộng hơn). Hát được cả hai hướng trữ tình và cao trào.  Đặc biệt giọng spinto cũng có thể hát rock. Một số giọng tiêu biểu: Michael Bolton, Isaac Green, Josh Broli,  

### Dramatic
Giọng nam cao kịch tính, âm sắc nặng hơn spinto tenor. Có chất giọng tối, giọng nói hào sảng, âm vang và mạnh mẽ, chuyên hát những vai anh hùng, dũng sĩ hoặc hát đoạn cao trào trong opera. Âm vực trong khoảng từ G#2 tới A#4 (có thể mở rộng được). Giọng tiêu biểu: Nikola Nikolov, Plácido Domingo, Mario Del Monaco, Rance Allen, Rosen Antonov.

### Heldentenor
Nam cao siêu kịch tính (nam cao anh hùng), hay xuất hiện trong các vở opera của Đức, thường xuất hiện trong các vở nhạc kịch của Wagner;. Giọng hát dày, khỏe và nặng hơn dramatic tenor. Heldentenor nghe gần giống như một giọng baritone - thường do một giọng baritone luyện thành hoặc do một tenor có chất giọng đặc biệt. Giọng này hiếm nhất trên thế giới và gần như không tồn tại ở một số thị trường nhỏ.
Ở quãng trầm và trung, heldentenor mang sự kịch tính, powerful rõ rệt so với dramatic tenor vì gần với baritone hơn. Có thể không hát được nốt Si cao hoặc Đố cao, và ở quãng cao sẽ thiếu độ kịch tính so với dramatic tenor. Thường trong màn trình diễn, heldentenor khai thác triệt để quãng trung, sẽ không cần phải hát đến những nốt cao ấy.
Ví dụ tiêu biểu: Vladimir Atlantov, Lauritz Melchior.

### Mozart
Giọng opera với các kĩ thuật, khả năng điều khiển hơi thở cũng như cơ thể gần như không sai sót, và quan trọng nhất là có thể thể hiện cao trào trong các tác phẩm theo phong cách Mozart khắc nghiệt một cách hoàn hảo. Lý do hình thành của giọng này có lẽ bởi sự nghiêm khắc của Mozart trong âm nhạc, khi ông cho rằng âm nhạc của mình vốn dĩ rất hoàn hảo - và vì vậy cũng cần một sự truyền đạt hoàn hảo.

### Tenor buffo hay spieltenor
Là những người có khả năng diễn xuất tốt và có thể tạo giọng khác biệt cho nhân vật. Quãng giọng thường từ C3 tới C5, với quãng thoải mái có thể cao hơn hay thấp hơn tenor thông thường. Những người có giọng này thường là các ca sĩ trẻ chưa khai phá hết quãng giọng của mình, hoặc các ca sĩ già đã qua thời vàng kim. Chỉ có một số ít người được đào tạo hát phong cách này cả sự nghiệp.